# Землеробство інків
Землеробство інків — основа галузь економіки держави інків Тауантінсую. Неї займалася переважна більшість населення імперії, яке оброблювало землю, що належала Сапі Інкі.

## Особливості
Земля була основним засобом виробництва в імперії. У доінкському Перу земля спочатку була громадською неподільною власністю. В околицях однієї і тієї ж громади вона належала всім її членам, які отримували з громадського фонду в користування ділянку землі, яка відповідала потребам кожної родини.
За часів інків відбулися істотні зміни в характері землеволодіння. Тепер власником землі ставав Сапа Інка. Всі оброблювані земельні угіддя громад завжди ділилися на три основні частини: «землі Інки» (володар держави особисто, а іноді через спеціальних чиновників розпоряджався, куди піде зібраний з цієї частини землі врожай), «землі Сонця» (урожай з них йшов в розпорядження жерців і на потреби культу), землі громади (врожай ішов на задоволення потреб її мешканців).
Кожен дорослий чоловік у селі — пурех — отримував земельну ділянку для обробки. Розміри наділу, званого «тупу», залежали від того, наскільки великі були угіддя даної громади. Одружений чоловік — голова сім'ї — отримував 1 тупу (зазвичай площа його становила приблизно 30 арів), жінка мала право на 0,5 тупу. На своєму тупу кожен пурех працював з родиною, проте іноді за сформованою в Андах традицією йому допомагали сусіди. Землі імператора та бога Сонця оброблялися членами громади спільно. Цей вид громадських робіт називався «мінка».
У всіх областях імперії: на вологих тропічних землях, розташованих уздовж Амазонки, в посушливих низов'ях перуанського узмор'я — вирощувалася величезна безліч різних рослин. Продовжуючи традиції своїх попередників, інки спорудили в районах Кости, що потерпають через посуху, величезні, ефективні іригаційні системи. Сапа Інка та чиновники імперії приділяла виняткову увагу зрошенню земель. Будівництво і розширення іригаційних систем — каналів і водойм — в Тауантінсую перебувало у віданні великої кількості державних службовців інкського «водного господарства».
Інки розгорнути інтенсивне землеробство в центрі своєї території — в районі Сьєрри, у високогірних долинах, гірських плато. Тут застосували одне з найзначніших своїх винаходів — тераси, що звалися «анденес». Ці розташовані у вигляді ступенів тераси, створені пурехами, дозволяли пристосувати для рослинництва круті, раніше непридатні для землеробства схили. Водночас тераси інків зміцнювали ґрунт на схилах і тим самим перешкоджали її ерозії.

Тераси інків

Будівництво анденес в імперії ретельно планувалося, так само як і спорудження іригаційних каналів і водойм. Зведення цих монументальних споруд трималося під постійним контролем та увагою. Сьогодні тераси в Андах, що виникли за часи інків, є одним з найвиразніших символів Перу, однією з характерних прикмет рельєфу.

## Вирощування сільськогосподарських культур
Інки вирощували різні рослини, однією з важливіших серед яких була кукурудза — мовою кечуа «сара». Інкам було відомо до 20 різних сортів кукурудзи. Вона визрівала практично на всій його території — від морського узбережжя до високогірного плато, що знаходився на висоті 3,5 тисячі м.
Іншою важливою культурою була картопля. Інкам було відомо 250 його сортів. Вони вирощували картоплю самого різного кольору: майже білого, жовтого, рожевого, коричневого і чорного. Картопля вирощувалася скрізь: як на морському узбережжі, так і на висоті в майже 5 тисяч м над рівнем моря.
Крім кукурудзи та картоплі, хлібороби-інки знали ще безліч інших культурних рослин. З бульбоплодів вони знали «оку», яка могла рости від низини до висогор'я Анд, вирощували батат й ямс.
Також вирощувалися квасоля, ананаси, черімоя, папая, какаове дерево, гуаява, гренадіна, численні сорти гарбузів, горіхів, місцеві «огірки» (пепіно), арахіс, аракача. Вживали інки також 4 сорти прянощів, особливо червоний перець та перуанський перець. Із зернових, крім кукурудзи, вирощувалася чилійська лобода (кіноа), з техничних — агава та бавовник.
Зовсім особливе місце в сільському господарстві імперії інків займало розведення чагарнику коки. Збиралася 4 рази на рік. Зібране зелене листя коки ретельно висушувалося в тіні, потім його зв'язували у пучечки та доставляли в Куско. Кока стала символом держави часів інків. Відповідно до хроніста Гарсіласо де ла Вега «для індіанців кока була куди більшою цінністю, ніж дорогоцінне каміння, срібло або золото». Разом з листям коки перуанські індіанці часів інків розводили також тютюн.

## Добрива
Як добрива в інкському сільському господарстві використовувалися фекалії свійських тварин (лама, гуанако, вікуньї, альпака), гуано, птахів, зола.

## Обробка
На полях працювали виключно люди, оскільки андська лама не годилася в упряжку. Інки навіть не знали, що таке плуг. Селяни Тауантінсую обробляли землю за допомогою так званої «чакітальї» — довгої палиці з бронзовим вістрям. За допомогою цієї палиці селянин «орав», розпушував землю, робив ямки для розсади. Однією чакітальєю іноді користувалося відразу декілька родин.
Обробляли поле за наступною технікою: в один ряд, один біля одного, ставали чоловіки, вони робили борозни. За ними вишикувавшись в ряд, жінки. Опустившись на коліна, вони розбивали грудки землі за допомогою спеціальної мотики, яка звалася «лампа». Вкрай одноманітна процедура обробки полів сприймалася як містична боротьба людини із землею. Тому, працюючи в полі, чоловіки і жінки декламували, співали ритмічні релігійні гімни. По закінченню сівби місцеві жерці здійснювали релігійні обряди, з тим щоб сільськогосподарські роботи увінчалися успіхом.
Терміни проведення окремих видів сільськогосподарських робіт в Тауантінсую залежали від погоди. Відповідно до цього інки ділили рік на два основних періоди: на вологий (починаючи з жовтня по травень) і на сухій (з травня по жовтень). Оранка проводилася у серпні.

## Ритуал початку робіт
Початок найважливіших сільськогосподарських робіт було справою загальнодержавною. У кожній громаді процедуру «закладки поля» починав хто-небудь з чиновників імперії. На «золотому полі» в Куско сам Сапа Інка, встромляючи в землю загострену палицю, символічно відкривав землеробські роботи. Інка за допомогою золотої чакітальї робив першу борозну на землі. З цього моменту державі починалася сільськогосподарська діяльність.

## Зберігання
Вирощений на державних полях врожай звозили на склади, що знаходилися під контролем провінційної імперської адміністрації. У гірських районах подібні склади будувалися у вигляді кам'яних веж («калька»), ряди яких тяглися по схилах, займаючи непридатні до обробки землі. На посушливому узбережжі калька не будували, а продовжували слідувати за місцевою традицією — сховище заглиблювали в землю, вхідний отвір робився в його даху. У горах з більш вологим кліматом калька будували якомога вище над землею.
Приміщення розрізнялися залежно від виду продуктів, які повинні були в них перебувати. Призначені для кукурудзи мали вигляд складених з каменів циліндричних веж з внутрішнім діаметром від 2 до 6 м (найчастіше 5 м) і висотою від підлоги до стелі 6.3 м. Стіни були обкладені керамікою. Сюди звозили вилущене зерно. У сховищах картоплі та інших бульбоплодів кераміки зовсім немає. Ці споруди були в плані прямокутними, внутрішній простір складалося або з одного великого (9x3 м), або з двох вузьких приміщень загальною площею 5×4.5 м.
Основні калька знаходилася в столиці провінцій та чвертів імперії. Лише харчування для армії відправлялося безпосередньо до Куско, а на півночі — до Тумебамбу або в Кіту.